# Stefan Bogdanović
Stefan Bogdanović (Zagreb, 1932 — Beograd, 1996) je bio srpski fotograf-umetnik starije generacije. Studirao je istoriju umetnosti na Filozofskom fakultetu u Beogradu. Od 1960. do 1981. radio je kao urednik fotografije u Zavodu za ekonomski publicitet „Jugoslavijapublik“. Profesionalno je radio u oblasti vizuelnih komunikacija, fotografskog dizajna, reklame i industrijske fotografije. Bio je član FSJ i ULUPUDS-a. 

## Umetnički rad
Uradio je veći broj fotografskih murala i panoa u javnim prostorijama, ilustracije i opreme knjiga, pozorišne scenografije, plakate i omote gramofonskih ploča. Objavio je nekoliko eseja o fotografiji.

## Važnije izložbe
- 1965. Izložba propagandne fotografije, Zavod za privrednu propagandu u inostranstvu, Oktobarski salon Beograd: 1968, 1969, 1978, 1979.
- 1971. Izložba fotografske sekcije ULUPUDS-a, MPU, Beograd
- 1972. Smotra „Mermer i zvuci“, Majski salon, Beograd: 1972, 1975, 1976, 1978, 1979, 1983, 1984.
- 1973. „Plakat“, Beogradski sajam. Zajednička izložba sa koautorima R. Trkuljom i T. Stevanovićem, Galerija Kulturnog centra, Beograd.
- 1982/3. Fotografija u Srbiji, Salon fotografije, Beograd
- 1986. Retrospektivna izložba, Salon fotografije, Beograd
- 1986. Matićevi dani, Galerija Doma JNA, Ćuprija

## Nagrade
- 1962. Srebrna plaketa Foto kluba Beograd
- 1965. Nagrada Udruženja ekonomskih propagandista Srbije „Premio Europeo Rizzoli“ - Milano, sa koautorom R. Pericom
- 1968. Nagrada KP zajednice Beograda
- 1971. Povelja „Anastas Jovanović“